# Hohle Köpfe
Hohle Köpfe (Originaltitel: Feet of Clay) ist der neunzehnte Scheibenwelt-Roman von Terry Pratchett aus dem Jahr 1996. Ort der Handlung ist Ankh-Morpork. Hohle Köpfe gehört zu den Stadtwachengeschichten, weshalb Samuel Mumm der Protagonist ist. Neben  mehreren Morden, die man den Golems zur Last legt, wird Lord Vetinari Opfer einer heimtückischen Vergiftung. Erstmals werden Golems als eigenständige Ethnie eingeführt und mit Dorfl wird am Ende des Buches der erste Golem in die Wache aufgenommen.
Der englische Titel Feet of clay spielt auf die Interpretation des Traums von Nebuchadnezzar, dem Köng von Babylon, durch den Propheten Daniel im Buch Daniel an.

## Handlung
Ein weiteres Mal schreibt eine Gruppe extrem traditionalistischer Bürger die Wiedereinsetzung eines Königs auf ihre Fahnen. Für diese Rolle haben sie sich ausgerechnet Nobby Nobbs ausgesucht. Um den Patrizier zu beseitigen, versuchen sie diesmal eine schleichende Vergiftung unter Verwendung von mit Arsen versetzten Kerzen. Während Vetinari diese clevere Methode schnell durchschaut, legt er Hinweise, um auch Kommandeur Mumm auf die richtige Fährte zu bringen. Unterstützung erhält er von der neuen Rekrutin Grinsi „Gertie“ Kleinpo, die dank ihrer zwergenuntypischen Ausbildung in der Alchemistengilde die forensische Abteilung der Wache eröffnet und wesentlich zur Aufklärung von Vetinaris Vergiftung beiträgt.
Unterdessen geschehen in Ankh-Morpork geheimnisvolle Morde an harmlosen alten Männern. Bald wird klar, dass Golems darin verwickelt sind. Sie wurden vor langer Zeit von Menschen geschaffen, um gefährliche und schmutzige Arbeiten zu erledigen. Es sind stumme, aus Ton gebrannte Geschöpfe, in deren hohle Köpfe „Heilige Worte“ hinterlegt werden, die sie beleben. Diese Worte stellen unumstößliche Regeln dar, denen alle Golems gehorchen müssen (z. B. Arbeiten zu müssen, einem Herrn zu unterstehen, niemals zu töten). Doch ein Golem hält sich nicht daran: Die Golems der Stadt haben aus ihrem eigenen Ton mit der Hilfe zweier alter Männer (eines Priesters und eines Bäckers) einen neuen Golem geschaffen (was einen Akt der Blasphemie darstellt), den sie zu ihrem König machen wollten und dessen Kopf sie mit all ihren Wünschen und Hoffnungen angefüllt haben. Doch da sein Kopf so überfüllt ist, verliert der Golemkönig, der an das Unternehmen verkauft worden war, welches die vergifteten Kerzen für den Anschlag auf den Patrizier herstellt, den Verstand und ermordet die beiden Menschen, die bei seiner Schöpfung geholfen haben, womit er die anderen Golems zutiefst beschämt, da er "Lehm von ihrem Lehm" ist. Der Golem Dorfl stellt sich der Stadtwache, um ein falsches Geständnis für die beiden Morde abzulegen, dieweil die anderen Golems anfangen, sich selbst zu zerstören. Hauptmann Karotte, der das falsche Geständnis durchschaut hat schickt den Golem nach Hause, nur um ihn später vor einem wütenden Mob retten zu müssen. Da ihn sein ursprünglicher Besitzer nicht zurücknehmen will, kauft Karotte ihm den Golem für einen symbolisch niedrigen Preis ab und legt ihm daraufhin die Kaufquittung in den Kopf, womit er ihn seinem eigenen Willen unterstellt.
Der Versuch, Nobby Nobbs zum König zu machen scheitert an dessen Abneigung, sich freiwillig für Aufgaben melden zu wollen, sowie an dessen absoluter Überzeugung, dass Kommandeur Mumm durchdrehen und ihn umbringen würde, wenn er König würde.
Als Hauptmann Karotte und Feldwebel Angua den im Vergiftungsplot involvierten Kerzenmacher Traggut in seiner Kerzengießerei stellen wollen, werden sie vom wahnsinnigen Golemkönig angegriffen. Bevor dieser es schafft, sie zu töten greift allerdings der freigelassene Golem Dorfl ein. Im Laufe des Kampfes wird sein Kopf geöffnet und seine Worte entfernt, was ihn eigentlich hätte töten müssen, doch er schafft es dennoch, wieder ins Leben zurückzukehren und dem Golemkönig den Gnadenstoß zu versetzen. Er erklärt sein Weiterleben damit, "Worte im Herzen" zu haben, die ihm nicht genommen werden könnten.
Daraufhin bringt Karotte Dorfls Überreste zu einer Brennerei, um sie neu brennen zu lassen und lässt ihn zusätzlich noch mit einer Zunge ausstatten, damit er sprechen kann.
Als Dorfl repariert ist, hilft er Kommandeur Mumm dabei, den Drachenkönig der Wappen von Ankh-Morpork, einen Vampir der an der Spitze des Komplotts zur Entmachtung des Patriziers gestanden hatte (wobei er darauf hinweist, das ihm zwei versehentlich getöteten Verwandte einer Dienstmagd im Palast, die einige der vergifteten Kerzen nach Hause genommen hatte wichtiger seien als der Versuch, Vetinari zu vergiften). Mumm verbrennt dabei die Aufzeichnungen des Drachenkönigs und zerstört damit dessen Lebenswerk und einen großen Teil der Dokumentation zur Abstammung aller Adeligen der Stadt.
Dorfl erklärt seine Bereitschaft, in Zukunft für die Wache zu arbeiten und mit dem dabei verdienten Geld andere Golems freikaufen zu wollen.

## Ausgaben
- Taschenbuch, Goldmann, 1998, ISBN 3-442-41539-X
- gekürztes Hörbuch, Sprecher: Rufus Beck, ISBN 3-83710-787-6 (ungekürzt als MP3-Download)